# Yanko Sandanski
Yanko Petrov Sandanski (tiếng Bulgaria: Янко Петров Сандански; sinh 23 tháng 11 năm 1988) là một cầu thủ bóng đá Bulgaria thi đấu ở vị trí tiền vệ cho Septemvri Sofia.

## Sự nghiệp
Anh là một tiền vệ phòng ngự. Yanko được nuôi dưỡng ở đội trẻ CSKA Sofia. Anh là cháu nội của Yane Sandanski.
Vào tháng 1 năm 2017, Sandanski gia nhập Septemvri Sofia.

## Danh hiệu
- Siêu cúp bóng đá Bulgaria: 2008 (cùng với CSKA Sofia)